# فرهنگ در آرژانتین

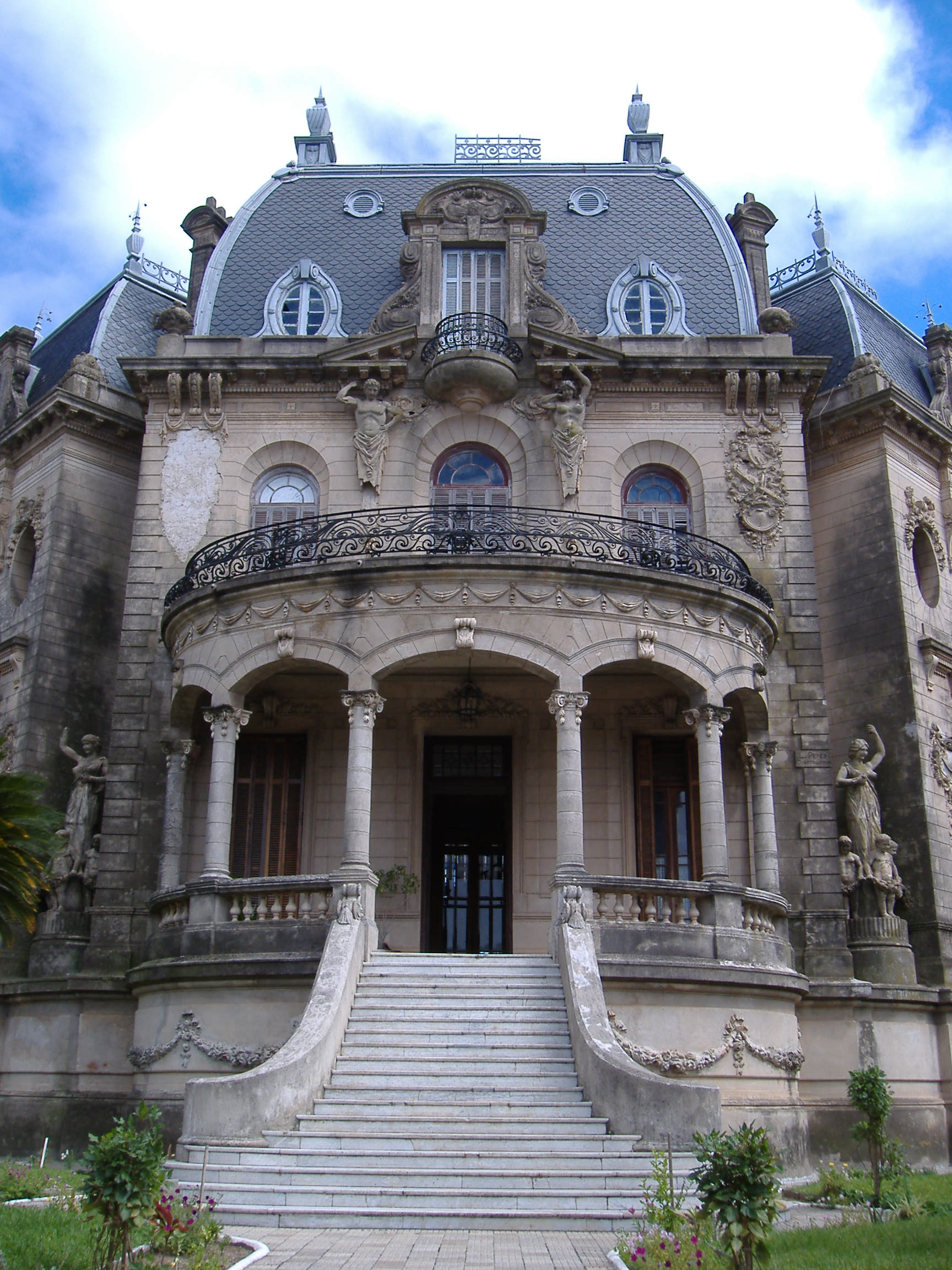
معماری آرژانتین برگرفته از سبکهای اروپایی

## ادبیات
آرژانتین دارای تاریخ غنی در ادبیات مشهور جهان است، از جمله یکی از نویسندگان بسیار نقاد آن در قرن بیستم، خورخه لوئیس بورخس می‌باشد.
با یک قانون اساسی و یک طرح تعریف شده ساختن کشور، این کشور در ادبیات آمریکای لاتین از زمانی که در دهه ۱۸۵۰ هویت کاملاً واحد خود را پیدا کرد، به عنوان رهبر (پیشرو) بوده‌است. مبارزه بین تمرکز گرایان (که خواستار یک فدراسیون ضعیف از ایالات مبتنی بر اصول محافظه کاری روستایی بود) و فدرالیست‌های ماقبل لیبرالیسم و طرفداران حکومت قوی فدرال که مهاجرت اروپاییان را تشویق می‌نمودند، یک لحن و نواخت (خاص) برای ادبیات آن زمان آرژانتین پدیدآورد.
جدایی اعتقادی بین حماسه گواچو «مارتین فیرو» اثر خوزه هرناندز، و «فاکندو»،
اثر دومینگو فاوستینو سارمینتو، یک نمونه بزرگ از آن است. هرناندز از یک سبک زندگی روستایی مربوط به آرژانتین قدیم بوده و به شدت با مهاجرت اروپایی‌ها مخالف است. سارمینتو نوشته‌است که مهاجرت تنها راه برای نجات دادن آرژانتین از قرار گرفتن تحت حکومت تعداد اندکی از خانواده‌های دیکتاتوری «رهبر» ها بوده، ضمن بیان این مطلب که یک چنین مهاجرانی آرژانتین را نوین‌تر نموده و با اندیشه اروپای غربی روشن می‌ساخته‌اند، و نتیجه آن یک جامعه بالنده تر بوده‌است.
ادبیات آرژانتین در آن دوره به شدت ناسیونالیستی بود. ادبیات این کشور دنباله رو نهضت ادبیات مدرنیست شد که در اواخر قرن ۱۹ ام در فرانسه پدید آمده بود و این دوره در ادبیات آرژانتین انقلابی ایجاد کرد که ریکاردو گوئیرالز از پیشگامان مهم ادبیات مدرن آرژانتین محسوب می‌شود. خورخه لوئیز بورگز مشهورترین نویسنده آرژانتینی است. بورگز شیوه‌های جدیدی از نگاه به جهان نوین در بحث‌های استعاری و فلسفی خود پایه‌گذاری کرد و تأثیر وی از طریق نویسندگان به سراسر جهان گسترش یافت. بورگز به خاطر آثارش در قالب داستان‌های کوتاهی همچون «قصه‌ها» و «الف» بیشتر مشهور شد.
آرژانتین نویسندگان، شعرا، و روشنفکران بیشتری را در صحنه بین‌المللی عرضه نموده‌است: خوآن باتیستا آلبردی، روبرتو آرلت، آدولفو بایو کزارس، یوجینیو کامباسرس، خولیو کوتازار، استبان اچوریا، لئوپولدو لوگونز، ادواردو مالیا، حزقیل ماتینز استرادا| حزقیل ماتینز استرادا، توماس الوی مارتینز، ویکتوریا اوکامپو، مانوئی پوئیگ، ارنستو ساباتو، اسوالدو سوریانو، آلفونسینا استورنی، و ماریا النا والش. تنها یکی از آن‌ها یعنی کوئینو (متولد «ژاکوئین سالوادور لاوادو») خوانندگان سراسر جهان را به خود مشغول ساخته‌است، در حالی که با مافالدای متنفر از سوپ و دسته‌ای از کارتون‌های مضحک خود، وارد وقایع دوران نوین می‌شود.

## فیلم و تئاتر
آرژانتین تولیدکننده اصلی نقاشی متحرک می‌باشد. اولین فیلم‌های انیمیشن جهان که در آرژانتین ساخته و عرضه شد، توسط انیماتوری به نام کوئیرینو کریستیانی بود. سینمای آرژانتین در دهه ۱۹۳۰ تا ۱۹۵۰ با رقم‌های بالای تولیدات، و بسیاری از فیلم‌هایی که هم‌اکنون به عنوان فیلم‌های کلاسیک آرژانتینی محسوب می‌شود، از دوره طلای' خود برخوردار بود. بیشتر فیلم‌های اخیر شهرت جهانی یافته‌اند، همچون «داستان رسمی (لاهیستوریا آفیسیال»)، «نه ملکه (نووه ریناس)»، «مرد مواجه با جنوب شرق»، «پسر عروس»، «خاطرات موتورسیکلت (دیاروس دموتوسیکلتا)»، یا «روشنایی‌های ال فیوگو». اما به ندرت از لحاظ شهرت با فیلم‌هایی به سبک هالیوودی رقابت می‌کند، و فیلمای محلی به‌طور هفتگی عرضه می‌شوند و به‌طور وسیعی در آرژانتین یا به شکل بین‌المللی دنبال می‌شوند. شهر ماردل پلاتا جشنواره فیلم ماردل پلاتا جشنواره فیلم خودی را برگزار کرده، در حالی که بوئنوس آیرس دارای جشنواره بین‌المللی سینمای مستقل بوئنوس آیرس همتای سینمای مستقل می‌باشد. نسبت صحنه‌های نمایش به ازای فرد در این کشور یکی از بالاترین نسبت‌ها در آمریکای لاتین می‌باشد، و نمایش فیلم به ازای هر فرد در آن بالاترین میزان در این منطقه از جهان است. نسل جدید کارگردانان آرژانتینی توجه منتقدان سراسر جهان را به خود جلب کرده‌اند.
بوئنوس آیرس یکی از بزرگ‌ترین مراکز تئاتر می‌باشد. علاوه براین، «تئاترو کولیون» (تئاتر کولیون، یکی از بزرگ‌ترین خانه‌های اپرای جهان)، با برنامه اش تحت عنوان «کاله کورینتس» یا (خیابان کورینتس) اعتباری ملی و بین مللی دارد، که مترادف با هنر است. این برنامه «خیابانی که هرگز به خواب نمی‌رود» نامیده می‌شود، و گاهی اوقات به بزرگراه بوئنوس آیرس اشاره می‌کند.
بسیاری از شیوه‌های بزرگ در هنرپیشگی، موسیقی، و فیلم از تعدادی از این تئاترهای آغاز شده‌است. «تئاتر ژنرال سن مارتین» یکی از معتبرترین نمونه‌ها در کنار خیابان کورینتس می‌باشد؛ «تئاتر ناسیونال سروانتس» به عنوان یک تئاتر ملی در آرژانتین طراحی شده‌است. تئاتر مهم دیگر این کشور، «ایندپنسیا» در مندوسا قرار دارد. فلورنسیو سانچز و گریسلدا گامبارو از نمایشنامه نویسان معروف آرژانتینی هستند. خولیو بوکا یکی از رقاصان (بزرگ) باله در دوره جدید است.

## نقاشی و مجسمه‌سازی

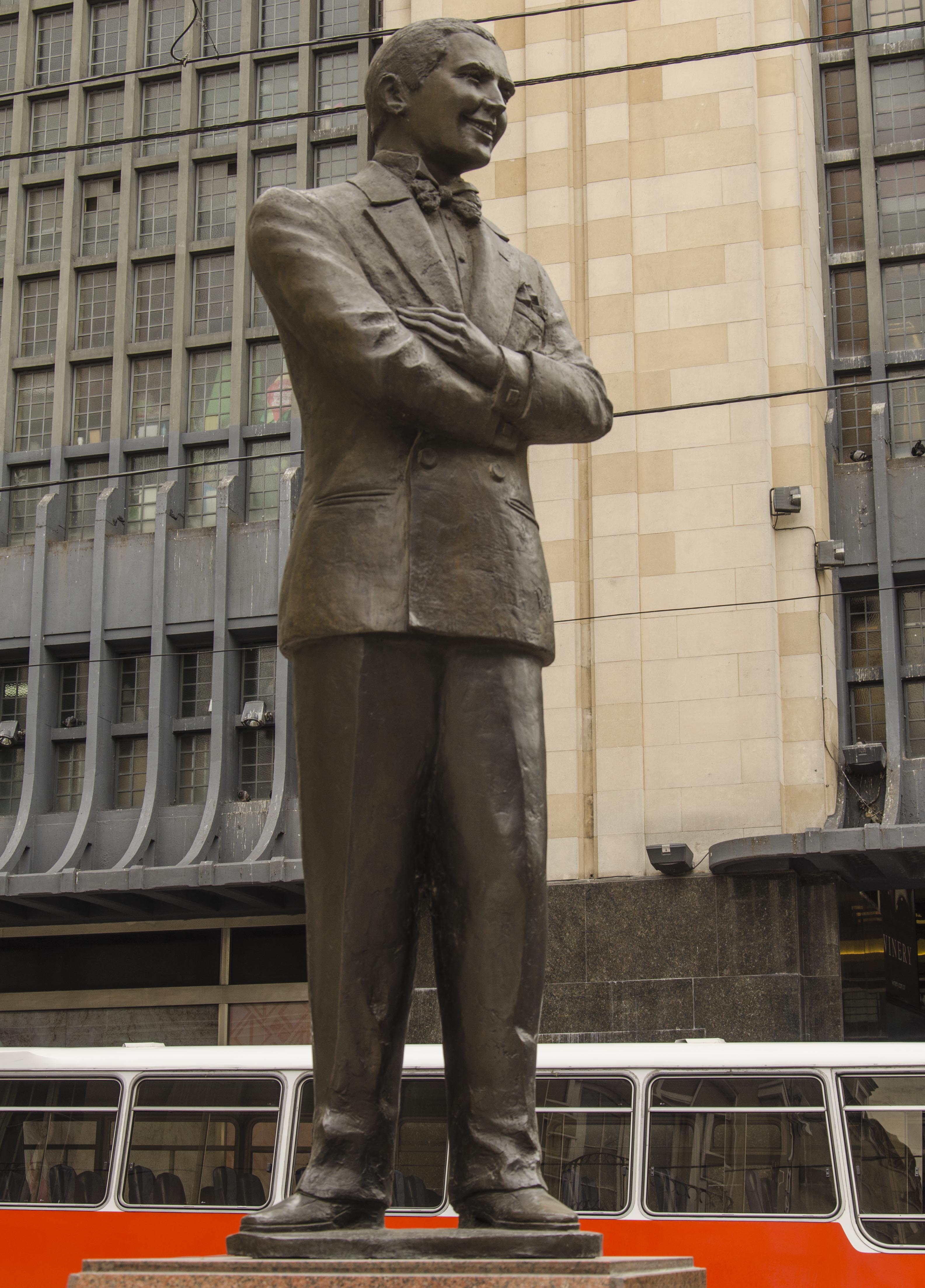
مجسمه ای در یکی از خیابان های آرژانتین

شاید یکی از مرموزترین شخصیتهای فرهنگ آرژانتین اسکار آگوستین الساندرو شولتز سولاری، «آکا» زول سولار، است که سبک آبرنگ و نقاشی غیرمتعارف آن در رسانه‌ها جمعیت فراوانی را در موزه‌های سراسر دنیا به خود جلب نمود؛ او همچنین دو زبان تصویری را ' اختراع کرد'. آثار سفید برفی لوپز (در سبک هنر ناشیانه)، امیلیو پتوروتی (کوبیست)، آنتونیو برنی (سبک نو مجازی)، فرناندو فادر، و گولیرمو کوئیتکا در سطح جهانی مورد تقدیر قرار گرفته‌اند.
بنیتو کوئنکوئلا مارتین به عنوان یک نقاش 'نما'ی تجسمی (عنصر پنجمی) فرض می‌شود که شهر بوئنوس آیرس و خصوصاً گروه کارگر و همسایه مهاجرپذیر لابوکا در آن، برای منظور وی بسیار مناسب بودند. لوسیو فونتانا و لئون فراری به عنوان مجسمه‌سازی| مجسمه سازان و هنر تخیلی| هنرمندان تخیلی محسوب می‌شوند.

## غذا و نوشیدنی
سبک غذای آرژانتین تحت تأثیر سبک غذای اسپانیا، ایتالیا، آلمان، فرانسه، و دیگر کشورهای اروپایی قرار گرفته و نیز بسیاری از غذاهای این کشورها همچون کیک، کالباس، و دسرهایی که در رژیم غذایی آن کشورها معمول است. آرژانتین دارای گونه گسترده‌ای از غذاهای فیبردار است که از جمله عبارت‌اند از: «پیراشکی گوشت»، نوعی خوراک کماج؛ «لوکرو»، ترکیبی از ذرت، لوبیا، گوشت، کالباس، پیاز، و کدو قلیانی، و «چوریزو»، کالباس ادویه دار با پایه‌ گوشت.

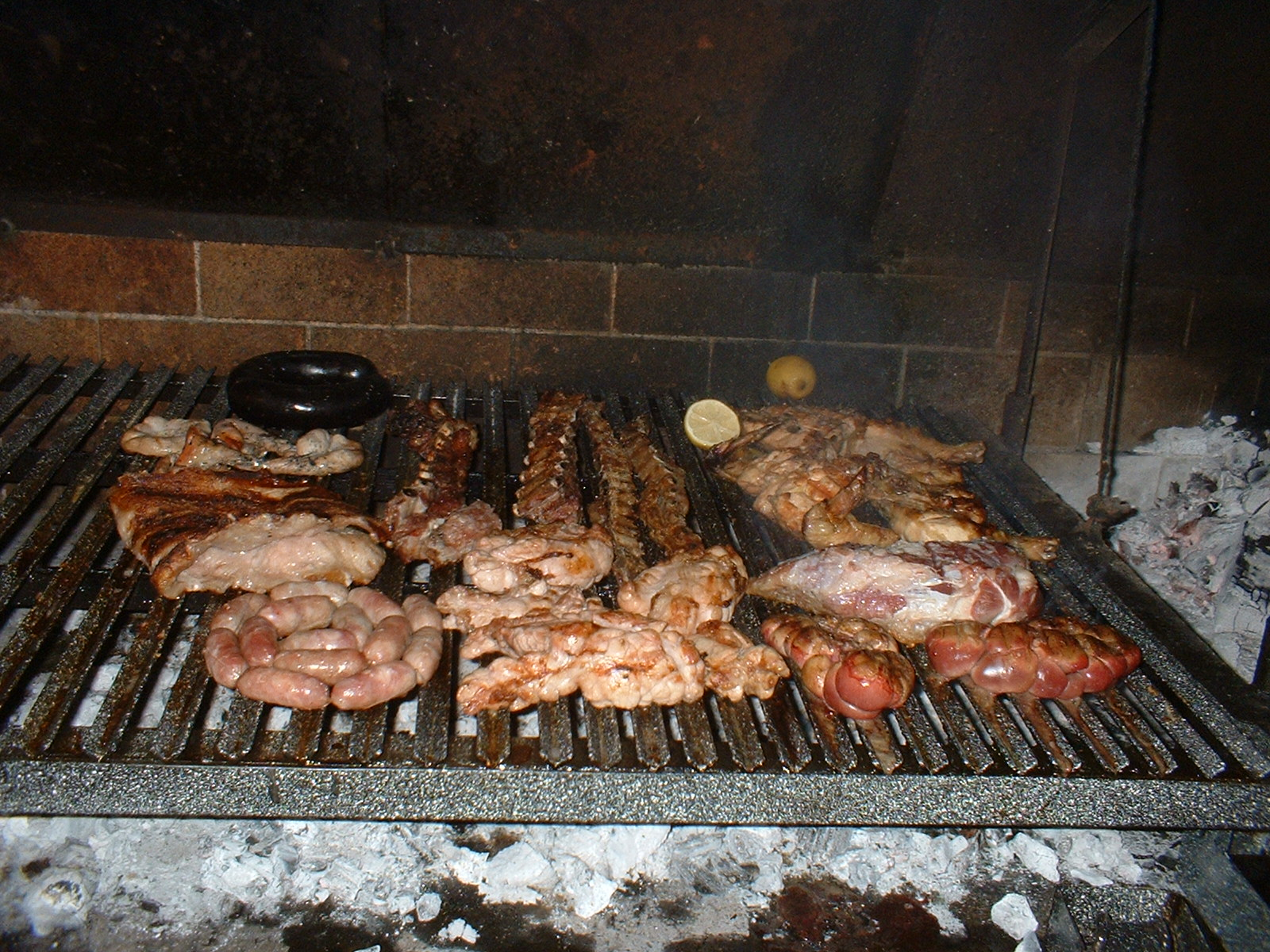
آسادو

کباب آرژانتینی، «آسادو»، یکی از معروفترین غذاها در آرژانتین است و شامل انواع مختلف گوشت است، در میان آن‌ها «چوریزو»، نان قندی، سیرابی خوک، و کالباس سرخ (خونی) هستند. ساندویچ‌های کوچک، ساندویچز دمیگا، نیز از غذاهای رایج است. غذاهای آرژانتین تحت‌تأثیر غذاهای اسپانیایی و ایتالیایی قرار گرفته‌اند. غذاهای مختلفی در این کشور وجود دارد از انواع ساندویچ ها گرفته تا برخی غذای های محلی. بیشتر غذاهای آرژانتینی به صورت ساندویچی یا داخل خمیر تهیه می شود و این نوع غذاها در آرژانتین محبوب تر است. همچنین، یک رسم رایج در میان آرژانتینی‌ها نوشیدن چای راج| برگ راج است. دلسه (دلچه) یک نوع کارامل شیرین متداول در این کشور می‌باشد. بخش مهمی از تولیدات این کشور را تولیدات کشاورزی و ماهیگیری تشکیل داده است. سیب، گلابی، پرتقال و مرکبات از دسته محصولات صادراتی این کشور است.

## مذهب

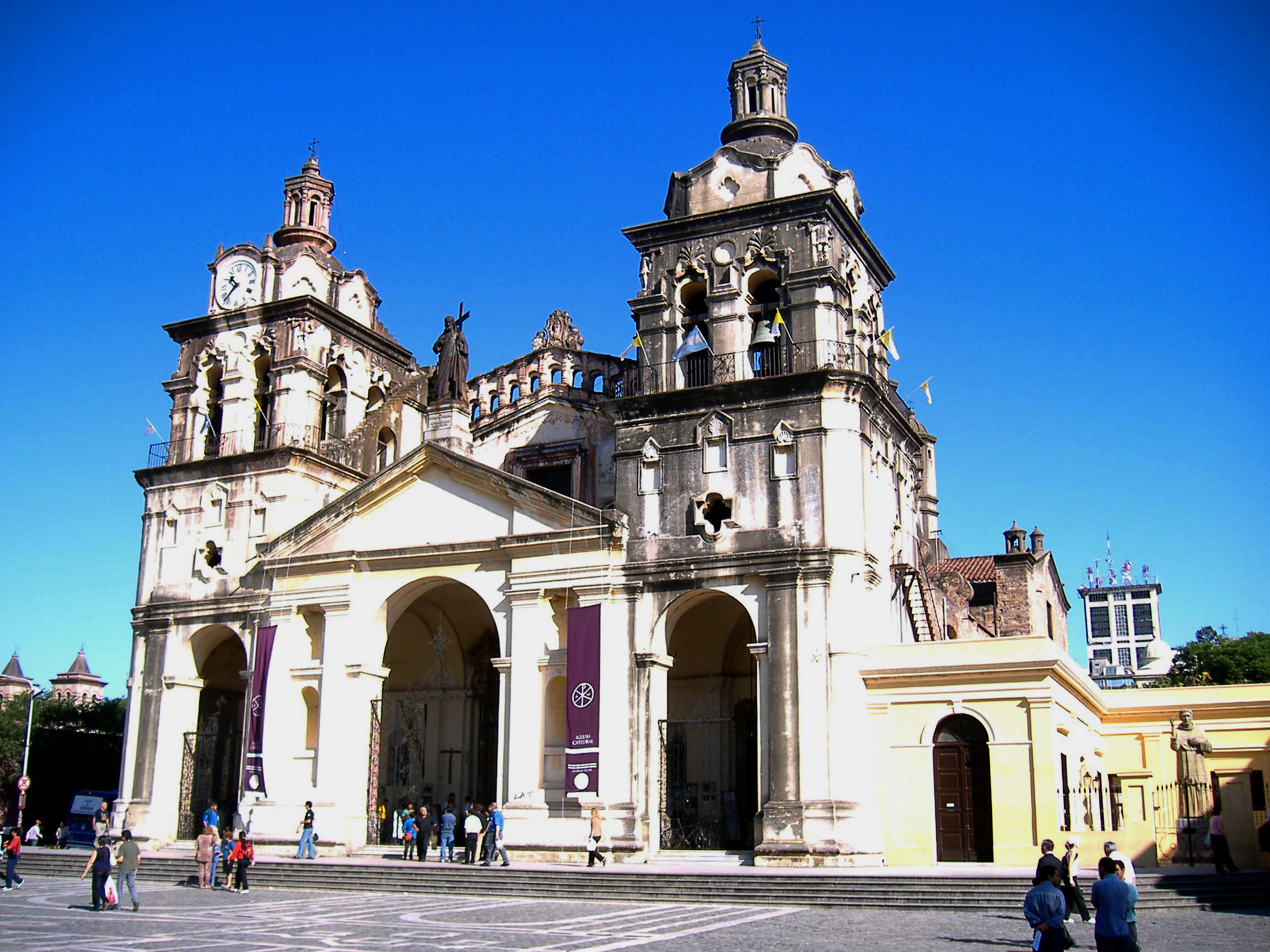
کلیسای اعظم کوردوبا (قدمت آن به قرن ۱۷ ام برمی گردد).

آرژانتینی‌ها عمدتاً مذهبی هستند. بر طبق برآوردهای مختلف حدود ۸۰٪ از مردم آرژانتین خود را پیرو کلیسای کاتولیک رمی| کاتولیک رمی معرفی نموده‌اند، اما عملاً بیشتر آن‌ها چنین نیستند؛ و کلیسا مقدار گرایش به آن را ۷۰٪ برآورد نموده‌است.
مذهب کاتولیک از سوی دولت مورد حمایت قرار گرفته و در قانون اساسی آرژانتین| قانون اساسی بر آن تصریح شده‌است. کلیساهای پروتستان‌ها نیز از دهه ۱۹۸۰ جای پایی برای خود در این کشور باز کرده‌اند، و هم‌اکنون تعداد پیروان آن بیش از ۵/۳ میلیون نفر، یعنی حدود ۱۰٪ از کل جمعیت می‌باشد. اعضای کلیسای عیسی مسیح قدیسان مورمونی (مورمون‌ها) تعدادشان بالغ بر ۳۳۰۳۰۰ نفر بوده که میزان تمرکز جمعیتی آن‌ها از لحاظ جهانی در این کشور در رتبه هفتم قرار دارد. پروتستان‌های سنتی نیز در این کشور فراوان هستند.
این کشور همچنین موطن یکی از بزرگ‌ترین مسجدها در آمریکای لاتین است که در خدمت جامعه مسلمان بوده، که جمعیت آن بالغ بر ۶۰۰۰۰۰–۵۰۰۰۰۰ (۷۳٪ سنی) نفر تخمین زده می‌شود.

## زبان

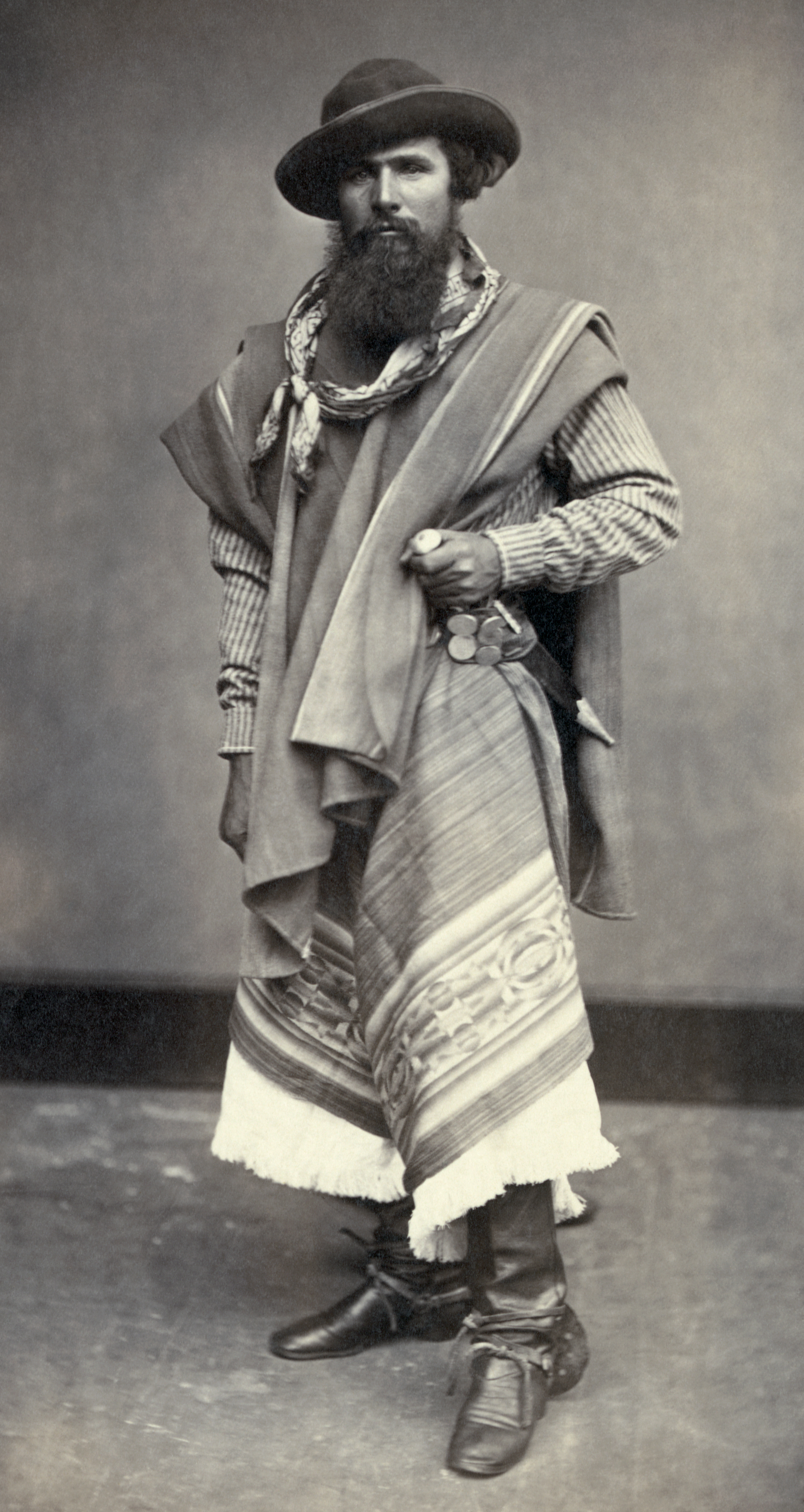
یک گائوچوی آرژانتینی در سال ۱۸۶۸ میلادی.

تنها زبان ملی رسمی در آرژانتین زبان اسپانیایی است که به آن کاستیایی (به اسپانیایی: castelleno) هم می‌گویند، اما زبان گوارانی آمریندی همچنین در استان کورینتس جایگاه رسمی دارد. به زبان کوئچوا در سانتیاگو دل استرو، بوئنوس آیرس، و و شهر پایتخت تکلم می‌شود و ۸۵۰هزار نفر از متکلمین آن از جنوب بولیوی و ۶۶ هزار نفر گویشگران این زبان از به‌طور پراکنده در کشور و در سانتیاگو دل استرو وجود دارند.
۱۰۰هزار نفر از مردم ماپودونگون که به زبان ماپوچه صحبت می‌کنند، در ایالات نوکوئین، ریو نگرو، چوبوت، بوئنوس آیرس، و لا پامپا ساکن هستند.
برخی از مهاجران و جوامع بومی در زبان‌های اصلی خود باقی‌مانده‌اند؛ مثلاً، پاتاگونیا دارای تعدادی شهرهای گویش گر به ولزی است، و تعدادی از همسایه‌های متکلم به آلمانی در کوردوبا، انتره ریوز، بوئنوس آیرس و مجدداً پاتاگونیا در آن وجود دارند. زبان‌های ایتالیایی، انگلیسی و فرانسوی  به‌طور گسترده مورد گویش قرار می‌گیرند، و زبان‌های دیگری همچون ژاپنی، چینی، کره‌ای و روسی را به سادگی می‌توان در بوئنوس آیرس یافت. آیمارا توسط اعضای جامعه بولیویایی تکلم می‌شود که از نواحی دور روستایی در بولیوی به آرژانتین مهاجرت کرده‌اند.
آرژانتینی‌ها تنها جامعه بزرگ متکلم زبان اسپانیایی هستند که در عرصه جهانی موردی را بکار می‌برند که تحت عنوان «voseo» شناخته می‌شود (استفاده از ضمیر «vos» به جای «tú» (شما) که موجب کاربرد اشکال مختلف فعل نیز می‌شود). رایج‌ترین گویش، لهجه ریوپلاتنس است که بیشتر متکلمین آن در مصب رود ریودولاپلاتا ساکن هستند.
یک تحقیق آواشناسی توسط آزمایشگاه مطالعات حسی CONICET و دانشگاه تورنتو نشان داد که گویش ساکنان بوئنوس آیرس (تحت عنوان پورتنیوس) به لهجه ناپلی از ایتالیا بیش از هر زبان دیگری نزدیکتر است. این مهاجرت ایتالیا بوده که تأثیر عمیقی بر لوفاردو، زبان مشهور عامیانه در بوئنوس آیرس و هر نقطه دیگر درناحیه ریودلاپلاتا داشته، و و در دایره لغات عامه نواحی دیگر نیز نفوذ کرده‌است.
بیش از یک میلیون نفر عربی زبانان شرقی و ۱۵۰۰۰۰۰نفر ایتالیایی زبان علاوه بر حدود حدود ۸۵۰ هزار نفر کوئچوا زبان وجود دارند، که ردو بومی الچاکو و مهاجران از بولیوی و پرو هستند.

## آموزش

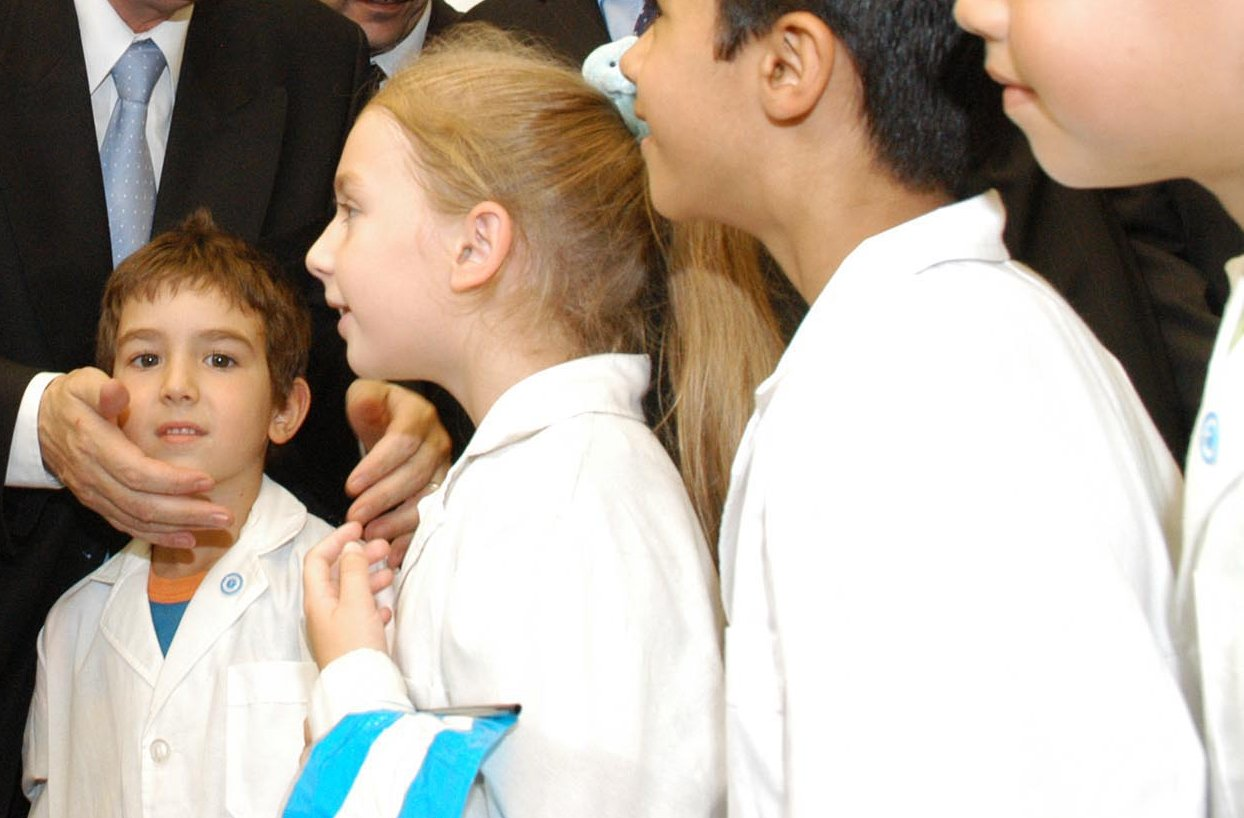
یونیفرم سفید دائمی دانش آموزان آرژانتینی؛ که نماد ملی یادگیری است.

پس از استقلال، آرژانتین به سرعت یک نظام آموش عمومی کشوری در مقایسه با دیگر کشورها ایجاد کرد، که کشور را در رتبه‌های بالایی از سواد جهانی قرار دهد. امروزه کشور دارای نرخ باسوادی ۵٪/۹۷ قابل مقایسه با دیگر کشورهای توسعه‌است.
حضور در مدرسه بین سنین ۶ و ۱۴ سال اجباری است. سیستم مدارس آرژانتین شامل یک مدرسه سطح ابتدایی یا پایین‌تر است که شش یا هفت سال طول می‌کشد، و یک مدرسه سطح ثانویه یا بالاتر که بین ۵–۳ سال دوره آن به طول می‌انجامد. در دهه ۱۹۹۰، این نظام به انواع گوناگونی از آموزش دبیرستانی تحت عنوان «آموزش ثانویه» و «پلی مودال» تقسیم شد. برخی از ایالات سطح «پلی مودال» را استفاده می‌کنند اما برخی دیگر خیر. برنامه‌ای در قوه مجریه برای لغو کردن این اقدام بازگشت به نظام سطح ثانویه بیشتر کلاسیک ۵ ساله در دست اقدام است.
رئیس‌جمهور دومینگو فاوستینو سارمینتو به شدت از اعمال و اجرای یک نظام آموزشی رایگان و نوین در آرژانتین جانبداری نمود. اصلاحات دانشگاه آرژانتین| اصلاحات دانشگاه ۱۹۱۸ نماد سه‌گانه فعلی را در بیشتر دانشگاه‌های عمومی کشور شکل داد.
آموزش در تمام سطوح به استثنای تحصیلات تکمیلی (فارغ‌التحصیلی) رایگان می‌باشد. در این کشور تعدادی موسسات درسی خصوصی (مدارس) در سطوح ابتدایی، ثانویه (دبیرستان) و دانشگاه وجود دارد. حدود ۱/۱۱ میلیون نفر در آموزش رسمی از این نوع ثبت نام شده‌اند:
- ۹۵۵۱۷۲۸ نفر از مردم یا به کودکستان، مدرسه ابتدائی (سطح پایینتر)، یا موسسات سطح ثانویه (دبیرستان) رفته‌اند.
- ۴۹۴۴۶۱ نفر از مردم در موسسات آموزشی غیر سطح دانشگاهی (همچون مدارس آموزشی یا فنی) حضور یافته‌اند
- ۱۱۲۵۲۵۷ نفر در کالج‌ها یا دانشگاه‌ها حضور پیدا کرده‌اند.[۱۰]

۳۵ دانشگاه دولتی در کنار تعدادی دانشگاه خصوصی در کشور آرژانتین فعال هستند. دانشگاه بوئنوس آیرس، دانشگاه ملی کوردوبا، دانشگاه ملی لا پلاتا، دانشگاه صنعتی ملی(UTN)، و دانشگاه ملی کویو (مندوسا) از مهم‌ترین دانشگاه‌های این کشور هستند. حضور دانشجویان آرژانتینی در این دانشگاه‌ها بالاتر از سطح استانداردهای جهانی است. در دهه‌های ۱۹۸۰و ۱۹۹۰ دانشگاه‌های دولتی با کمبود بودجه مواجه شدند که این مسئله باعث کاهش کیفیت آموزش در این دانشگاه‌ها شد.

## تعطیلات

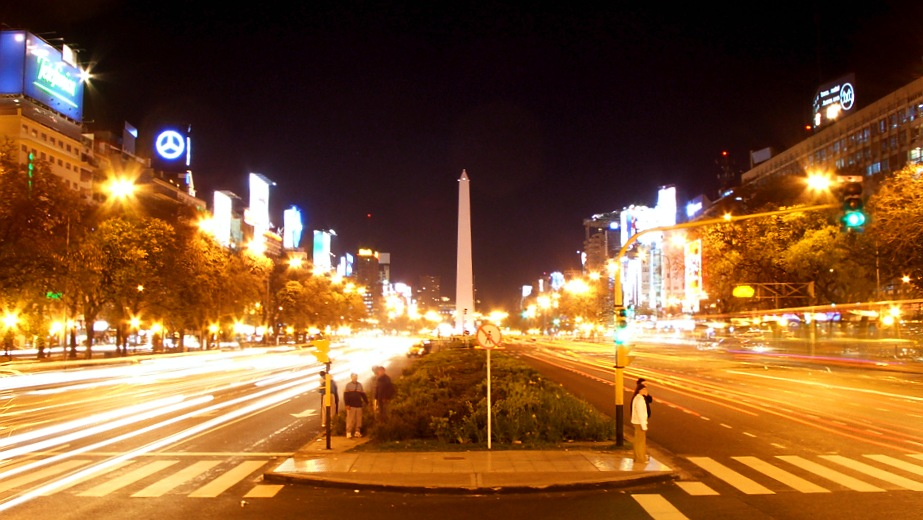
خیابان شماره ۹ خولیو، پهن‌ترین خیابان جهان. نام آن به افتخار روز استقلال آرژانتین (۹ ژوئیه ۱۸۱۶) نهاده شده‌است.

تعطیلات عمومی شامل بیشتر تعطیلات کاتولیکی است، اما به تعطیلات دیگر مذاهب نیز توجه می‌شود. تعطیلات تاریخی عمده عبارت‌اند از سالروزهای انقلاب می(۲۵ می)، اعلام استقلال آرژانتین| روز استقلال (۹ ژولای)، روز پرچم آرژانتین| پرچم ملی (۲۰ژوئن)، و فوت قهرمان ملی خوزه دسان مارتین (۱۷ اوت).